# 裾花ダム
裾花ダム（すそばなダム）は、長野県長野市、一級河川・信濃川水系裾花川に建設されたダム。高さ83メートルのアーチ式コンクリートダムで、洪水調節・上水道・発電を目的とする、長野県営の多目的ダム（補助多目的ダム）である。ダム湖の名称は裾花湖（すそばなこ）。

## 歴史
犀川の支流・裾花川は、戸隠連峰に端を発し、奥裾花渓谷・裾花渓谷を経て長野市中心市街地を貫流する。このため洪水によって氾濫した場合、大きな被害を及ぼしかねないものである。特に1949年（昭和24年）の水害では長野市の大半が浸水したこともあって、裾花川の治水が求められた。
裾花川のように市街地を貫流している場合、河川改修は家屋や鉄道・道路移転のための費用が膨大なものとなることから、きわめて困難である。長野県は裾花川上流総合開発事業を計画し、裾花川にダムを建設して裾花川の洪水調節を図るとともに、人口が増加している長野市への上水道用水を確保することにした。また、長野市以北は中部電力の電力系統の中でも末端に位置しており、電力の供給が不安定になりがちであったことから、安定した電力供給を確保するため発電所の必要性も高まった。
裾花ダムはこの事業の中核として1962年（昭和37年）より建設に着手し、1969年（昭和44年）に完成した。裾花川上流総合開発事業はその後も整備が進められ、1972年（昭和47年）からは上流の長野市鬼無里（旧・上水内郡鬼無里村）に奥裾花ダムの建設が開始され、1979年（昭和54年）に完成している。

## 周辺
長野市中心市街地より国道406号を鬼無里方面へ進み、小鍋トンネルの途中で右折。そこは裾花ダムの天端である。付近には「裾花ダム入口」バス停があったが利用者の少なさから2006年（平成18年）ごろ廃止され、現在は「裾花大橋」バス停が最寄りとなる。長野駅もしくは長野バスターミナルから川中島バス 74 鬼無里線に乗車し30分間程度で到着する。
ダムの完成によるルート変更まで当時の鬼無里街道は現在の裾花大橋付近で潜り岩を通っており、支流の沢による落差30メートルほどの五色滝・不動滝といった名勝も存在したが、ダム完成後の貯水によって現在は渓谷と共に堆積した土砂によって埋没している。水没後の五色滝に関してはさらに20メートル上から上流より取水した水を放流することで再現している。
戦時中に不要不急路線として1944年に休止した善光寺白馬電鉄が休止時点の終点駅であった裾花口駅から先、白馬方面の未成線区間の隧道が数カ所完成しており廃止まで放置されていたが、ダム完成と共に水没している。
裾花ダム下流には湯の瀬ダムがあり、裾花ダムから取り入れた水で発電している長野県営の水力発電所・裾花発電所の逆調整池として利用されている。裾花ダムへ至る道の途中には地域物産を販売している露店があり、そこから湯の瀬ダムと裾花ダムを望むことができる。
なお、補助多目的ダムであるアーチ式コンクリートダムは新潟県・三面川（みおもてがわ）の奥三面ダムや山口県・阿武川の阿武川ダム（重力式アーチダム）など非常に例が少ない。宮城県の大倉ダムは宮城県が管理しているマルチプルアーチダムであるが、施工は建設省（現・国土交通省東北地方整備局）である。

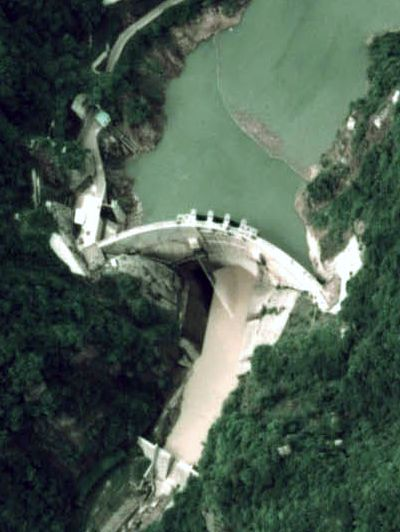
裾花ダム空撮
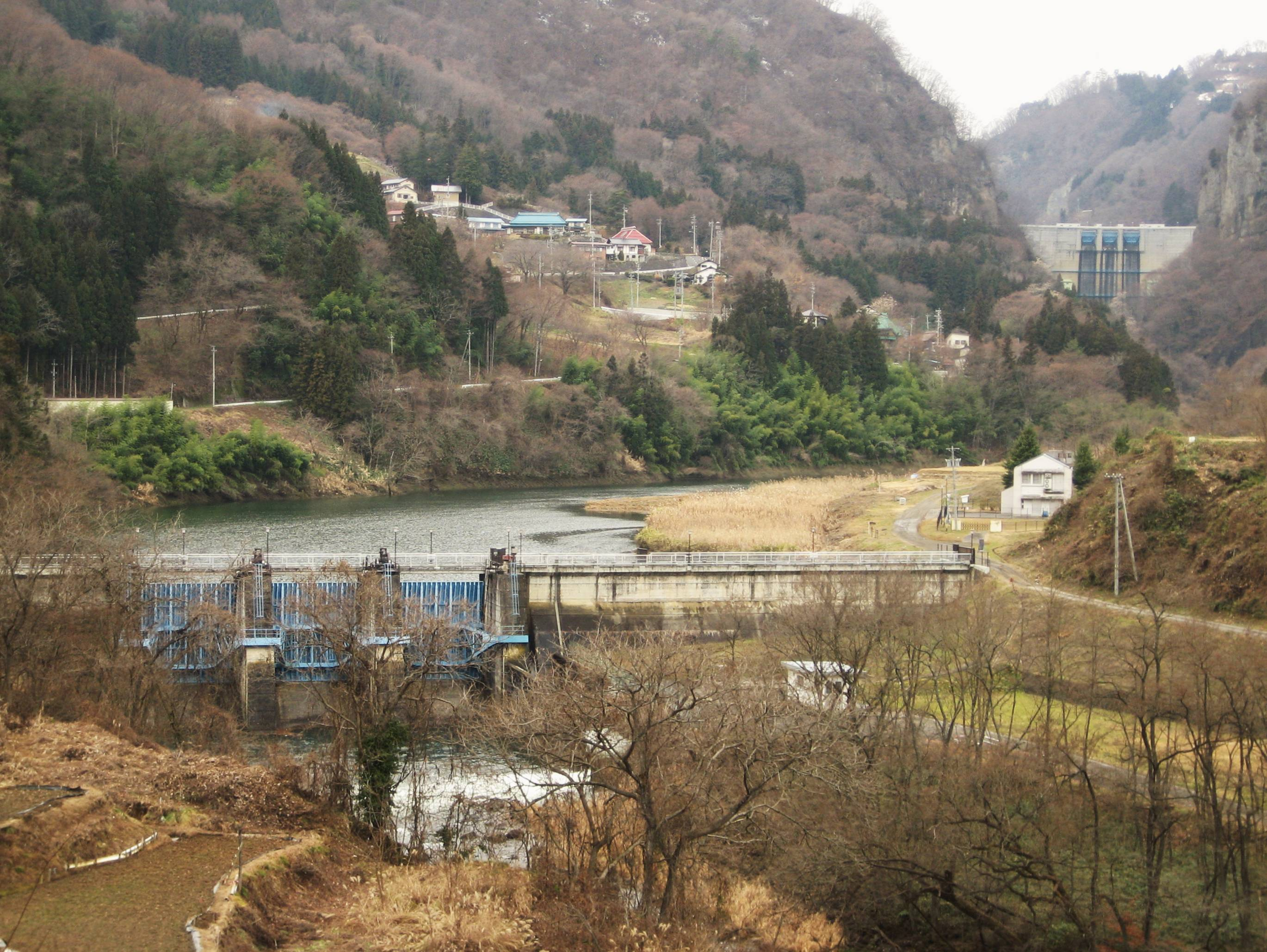
裾花ダム（奥）と湯の瀬ダム（手前）
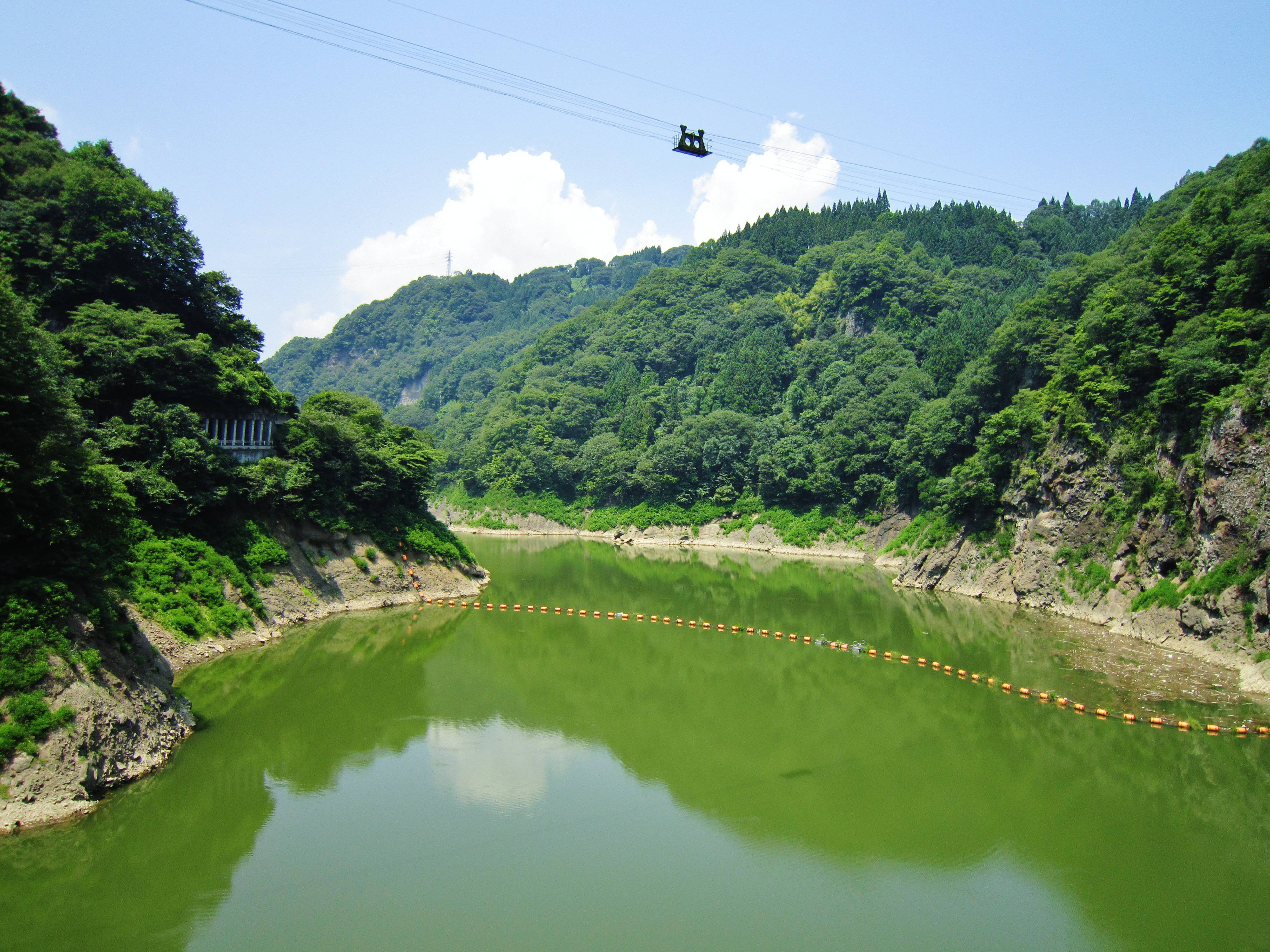
裾花湖
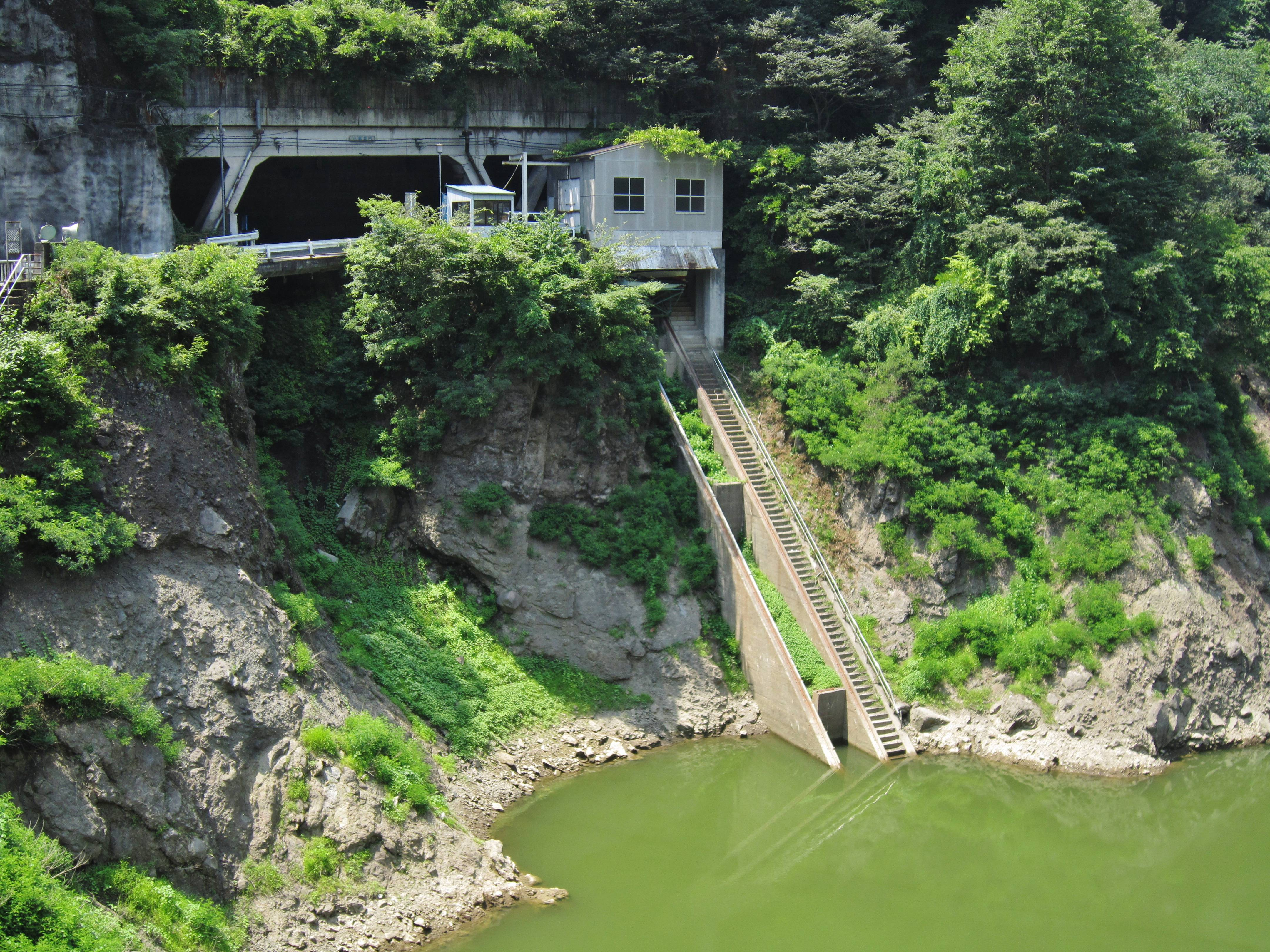
艇庫
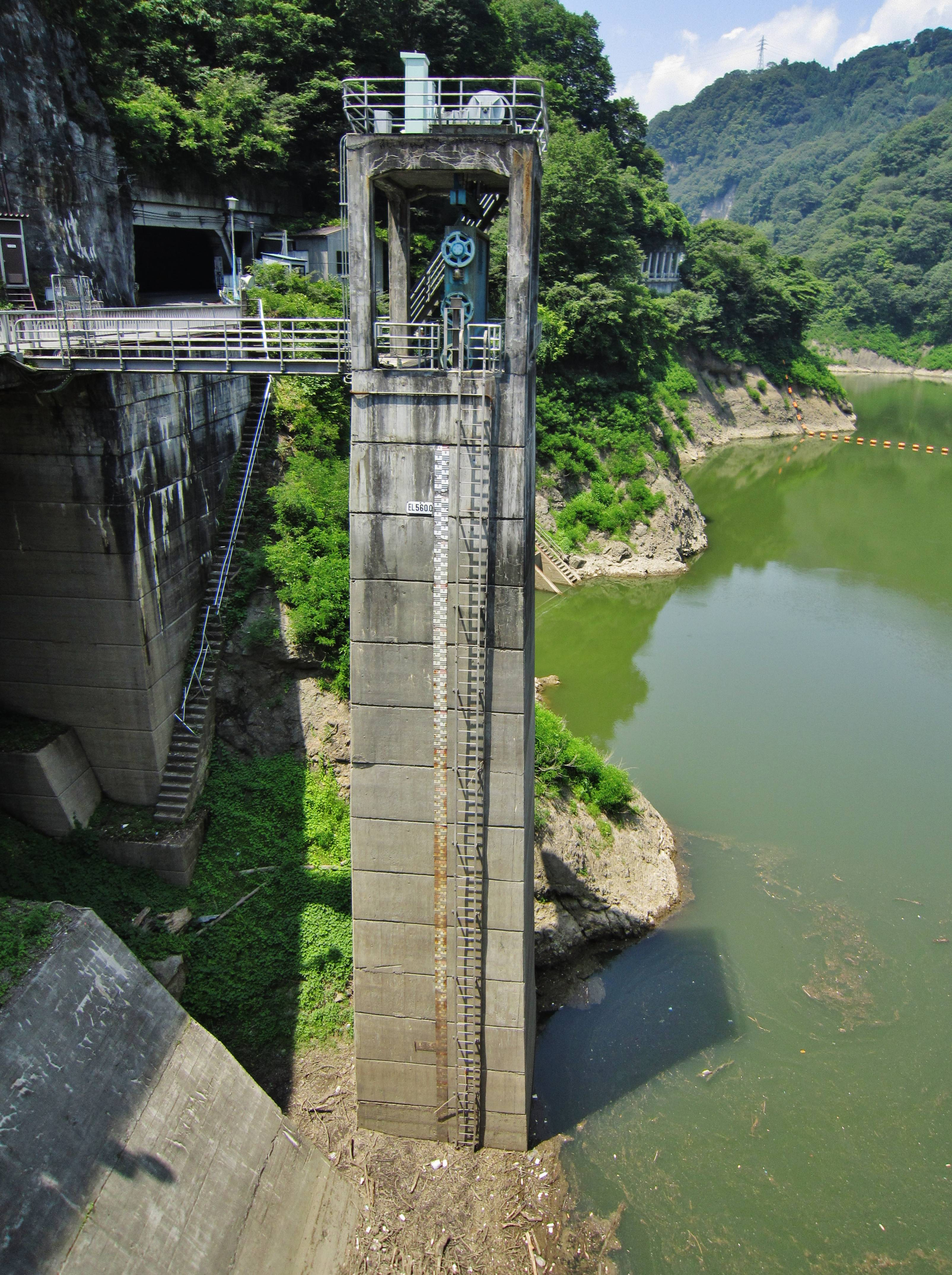
取水口
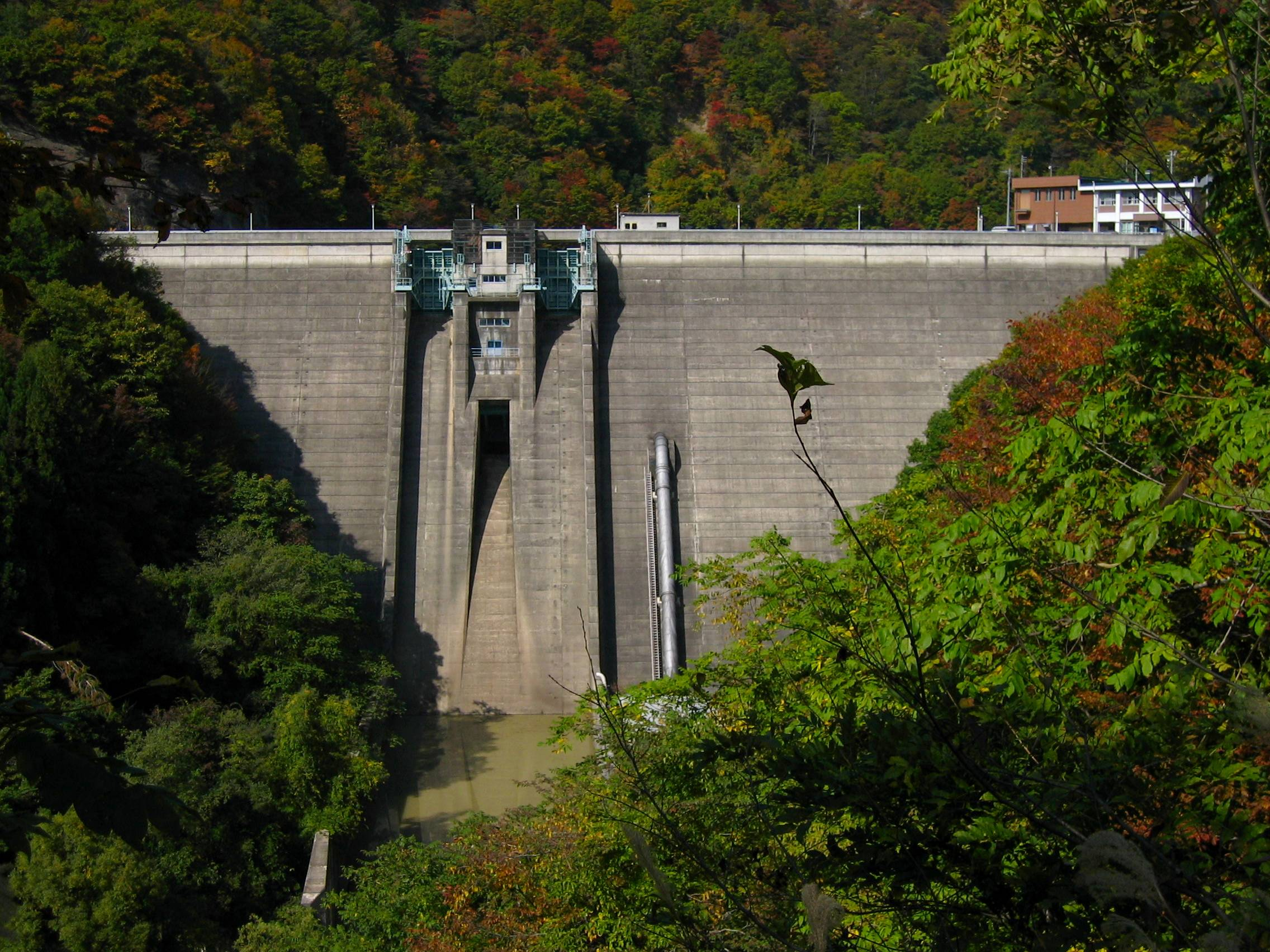
奥裾花ダム